# Mistrzostwa Czterech Kontynentów w Łyżwiarstwie Figurowym 2008
Mistrzostwa czterech kontynentów w łyżwiarstwie figurowym 2008 – 10. edycja zawodów rangi mistrzowskiej dla łyżwiarzy figurowych z Azji, Afryki, Ameryki oraz Australii i Oceanii. Mistrzostwa odbywały się od 11 do 17 lutego 2008 w hali Seongsa Ice Rink w południowokoreańskim Goyang.
Mistrzami w konkurencjach solowych zostali Japończycy Daisuke Takahashi i Mao Asada. Wśród par sportowych triumfowali reprezentanci Chin Pang Qing i Tong Jian. Natomiast w konkurencji par tanecznych złoto wywalczyli Kanadyjczycy Tessa Virtue i Scott Moir.
Podczas rywalizacji solistów Daisuke Takahashi ustanowił dwa nowe rekordy świata w programie dowolnym (175,84) oraz w nocie łącznej (264,41).

## Kwalifikacje
W zawodach mogli wziąć udział reprezentanci czterech kontynentów: Azji, Afryki, Ameryki oraz Australii i Oceanii, którzy przed dniem 1 lipca 2007 roku ukończyli 15 rok życia. W odróżnieniu od innych zawodów rangi mistrzowskiej w łyżwiarstwie figurowym, podczas mistrzostw czterech kontynentów każdy kraj może wystawić 3 reprezentantów w każdej konkurencji, niezależnie od wyników osiągniętych przed rokiem.

## Terminarz
- 11–12 lutego – oficjalne treningi
- 13 lutego – otwarcie zawodów, taniec obowiązkowy, program krótki par sportowych i solistów
- 14 lutego – taniec oryginalny, program dowolny par sportowych, program krótki solistek
- 15 lutego – taniec dowolny, program dowolny solistów
- 16 lutego – program dowolny solistek
- 17 lutego – pokazy mistrzów

## Klasyfikacja medalowa
| L.p. | Reprezentacja     | Złoto | Srebro | Brąz | Razem |
| ---- | ----------------- | ----- | ------ | ---- | ----- |
| 1    | Japonia           | 2     | 0      | 1    | 3     |
| 2    | Kanada            | 1     | 2      | 0    | 3     |
| 3    | Chiny             | 1     | 1      | 0    | 2     |
| 4    | Stany Zjednoczone | 0     | 1      | 3    | 4     |

## Wyniki

### Soliści

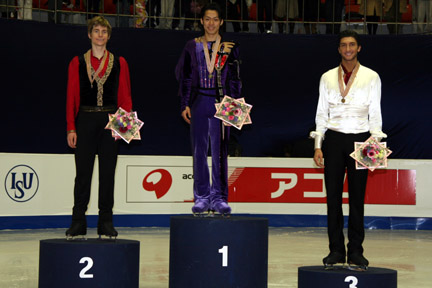
Medaliści w konkurencji solistów, od lewej: Jeffrey Buttle (CAN), Daisuke Takahashi (JPN), Evan Lysacek (USA)

| Poz. | Zawodnik           | Reprezentacja     | Nota łączna | SP | SP    | FS | FS     |
| ---- | ------------------ | ----------------- | ----------- | -- | ----- | -- | ------ |
| 1    | Daisuke Takahashi  | Japonia           | 264,41      | 1  | 88,57 | 1  | 175,84 |
| 2    | Jeffrey Buttle     | Kanada            | 234,02      | 3  | 83,85 | 2  | 150,17 |
| 3    | Evan Lysacek       | Stany Zjednoczone | 233,11      | 2  | 84,06 | 3  | 149,05 |
| 4    | Stephen Carriere   | Stany Zjednoczone | 218,30      | 4  | 74,08 | 5  | 144,22 |
| 5    | Jeremy Abbott      | Stany Zjednoczone | 206,40      | 9  | 60,87 | 4  | 145,53 |
| 6    | Li Chengjiang      | Chiny             | 197,98      | 5  | 72,25 | 9  | 125,73 |
| 7    | Vaughn Chipeur     | Kanada            | 196,57      | 6  | 70,83 | 8  | 125,74 |
| 8    | Takahiko Kozuka    | Japonia           | 196,38      | 7  | 67,48 | 6  | 128,90 |
| 9    | Shawn Sawyer       | Kanada            | 187,18      | 10 | 60,79 | 7  | 126,39 |
| 10   | Wu Jialiang        | Chiny             | 182,94      | 8  | 64,35 | 11 | 118,59 |
| 11   | Xu Ming            | Chiny             | 169,17      | 12 | 49,08 | 10 | 120,09 |
| 12   | Kensuke Nakaniwa   | Japonia           | 167,37      | 11 | 55,82 | 12 | 111,55 |
| 13   | Abzał Rakymgalijew | Kazachstan        | 138,88      | 13 | 43,17 | 13 | 95,71  |
| 14   | Tristan Thode      | Nowa Zelandia     | 115,99      | 14 | 42,16 | 16 | 73,83  |
| 15   | Luis Hernández     | Meksyk            | 112,05      | 16 | 39,39 | 17 | 72,66  |
| 16   | Justin Pietersen   | Południowa Afryka | 111,16      | 18 | 36,39 | 14 | 74,77  |
| 17   | Nicholas Fernandez | Australia         | 109,77      | 15 | 41,14 | 20 | 68,63  |
| 18   | Joel Watson        | Nowa Zelandia     | 109,03      | 19 | 35,02 | 15 | 74,01  |
| 19   | Kevin Alves        | Brazylia          | 108,12      | 17 | 37,05 | 18 | 71,07  |
| 20   | Robert McNamara    | Australia         | 102,23      | 21 | 32,42 | 19 | 69,81  |
| 21   | Humberto Contreras | Meksyk            | 95,50       | 20 | 34,20 | 21 | 61,30  |

### Solistki

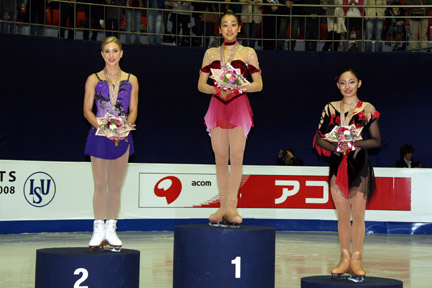
Medalistki w konkurencji solistek, od lewej Joannie Rochette (CAN), Mao Asada (JPN), Miki Andō (JPN)

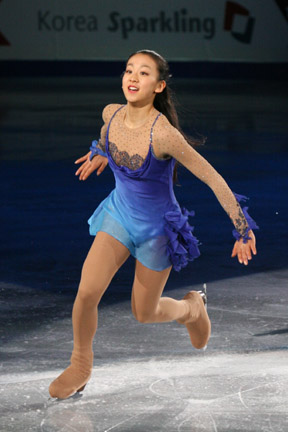
Mistrzyni Mao Asada (JPN) podczas pokazu mistrzów

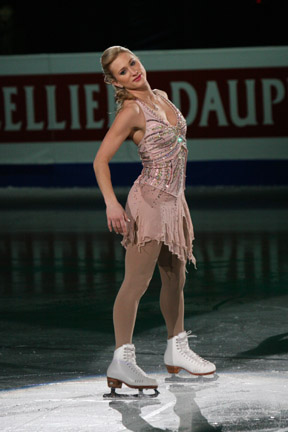
Wicemistrzyni Joannie Rochette (CAN) podczas pokazu mistrzów

| Poz.                                 | Zawodniczka              | Reprezentacja     | Nota łączna | SP | SP    | FS | FS     |
| ------------------------------------ | ------------------------ | ----------------- | ----------- | -- | ----- | -- | ------ |
| 1                                    | Mao Asada                | Japonia           | 193,25      | 1  | 60,94 | 1  | 132,31 |
| 2                                    | Joannie Rochette         | Kanada            | 179,54      | 3  | 60,04 | 2  | 119,50 |
| 3                                    | Miki Andō                | Japonia           | 177,66      | 2  | 60,07 | 3  | 117,59 |
| 4                                    | Kim Na-young             | Korea Południowa  | 158,49      | 6  | 53,08 | 4  | 105,41 |
| 5                                    | Mira Leung               | Kanada            | 157,36      | 7  | 53,01 | 6  | 104,35 |
| 6                                    | Katrina Hacker           | Stany Zjednoczone | 153,86      | 10 | 49,86 | 7  | 104,00 |
| 7                                    | Cynthia Phaneuf          | Kanada            | 152,67      | 8  | 50,63 | 8  | 102,04 |
| 8                                    | Ashley Wagner            | Stany Zjednoczone | 152,46      | 12 | 47,29 | 5  | 105,17 |
| 9                                    | Anastasiya Gimazetdinova | Uzbekistan        | 150,07      | 4  | 55,49 | 10 | 94,58  |
| 10                                   | Fumie Suguri             | Japonia           | 145,06      | 9  | 50,24 | 9  | 94,82  |
| 11                                   | Beatrisa Liang           | Stany Zjednoczone | 144,25      | 5  | 54,05 | 11 | 90,20  |
| 12                                   | Wang Yueren              | Chiny             | 129,88      | 15 | 44,69 | 13 | 85,19  |
| 13                                   | Xu Binshu                | Chiny             | 128,39      | 11 | 49,62 | 14 | 78,77  |
| 14                                   | Liu Yan                  | Chiny             | 124,09      | 16 | 37,33 | 12 | 86,76  |
| 15                                   | Melinda Sherilyn Wang    | Chińskie Tajpej   | 119,58      | 14 | 45,95 | 15 | 73,63  |
| 16                                   | Kim Chae-hwa             | Korea Południowa  | 115,85      | 13 | 46,76 | 16 | 69,09  |
| 17                                   | Loretta Hamui            | Meksyk            | 99,89       | 18 | 34,87 | 17 | 65,02  |
| 18                                   | Ana Cecilia Cantú        | Meksyk            | 94,76       | 17 | 37,10 | 20 | 57,66  |
| 19                                   | Tina Wang                | Australia         | 94,28       | 21 | 30,57 | 18 | 63,71  |
| 20                                   | Lejeanne Marais          | Południowa Afryka | 90,52       | 22 | 29,38 | 19 | 61,14  |
| 21                                   | Tamami Ono               | Hongkong          | 88,96       | 20 | 31,97 | 21 | 56,99  |
| 22                                   | Gracielle Jeanne Tan     | Filipiny          | 80,88       | 24 | 28,50 | 22 | 52,38  |
| 23                                   | Charissa Tansomboon      | Tajlandia         | 79,28       | 19 | 32,31 | 24 | 46,97  |
| 24                                   | Corenne Bruhns           | Meksyk            | 76,89       | 23 | 28,63 | 23 | 48,26  |
| Nie awansowały do programu dowolnego |                          |                   |             |    |       |    |        |
| 25                                   | Crystal Wynewyne Kiang   | Chińskie Tajpej   | NQ          | 25 | 28,12 | NQ | NQ     |
| 26                                   | Abigail Pietersen        | Południowa Afryka | NQ          | 26 | 27,44 | NQ | NQ     |
| 27                                   | Morgan Figgins           | Nowa Zelandia     | NQ          | 27 | 26,92 | NQ | NQ     |
| 28                                   | Phoebe Di Tommaso        | Australia         | NQ          | 28 | 25,76 | NQ | NQ     |
| 29                                   | Siobhan McColl           | Południowa Afryka | NQ          | 29 | 23,40 | NQ | NQ     |
| 30                                   | Stacy Perfetti           | Brazylia          | NQ          | 30 | 21,97 | NQ | NQ     |
| 31                                   | Kristine Y. Lee          | Hongkong          | NQ          | 31 | 20,53 | NQ | NQ     |
| 32                                   | Tiffany Ting-Ye Wu       | Chińskie Tajpej   | NQ          | 32 | 18,64 | NQ | NQ     |

### Pary sportowe

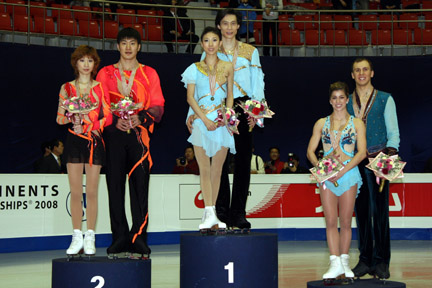
Medaliści w parach sportowych, od lewej: Dan / Hao (CHN), Qing / Jian (CHN), Castile / Okolski (USA)

| Poz. | Zawodnicy                         | Reprezentacja     | Nota łączna | SP | SP    | FS | FS     |
| ---- | --------------------------------- | ----------------- | ----------- | -- | ----- | -- | ------ |
| 1    | Pang Qing / Tong Jian             | Chiny             | 187,33      | 2  | 67,70 | 1  | 119,63 |
| 2    | Zhang Dan / Zhang Hao             | Chiny             | 181,84      | 1  | 70,45 | 2  | 111,39 |
| 3    | Brooke Castile / Benjamin Okolski | Stany Zjednoczone | 159,99      | 4  | 56,44 | 3  | 103,55 |
| 4    | Rena Inoue / John Baldwin         | Stany Zjednoczone | 156,00      | 3  | 57,40 | 4  | 98,60  |
| 5    | Jessica Miller / Ian Moram        | Kanada            | 149,24      | 5  | 54,88 | 5  | 94,36  |
| 6    | Li Jiaqi / Xu Jiankun             | Chiny             | 144,53      | 6  | 53,26 | 6  | 91,27  |
| 7    | Mylène Brodeur / John Mattatall   | Kanada            | 141,46      | 7  | 52,50 | 7  | 88,96  |
| 8    | Tiffany Vise / Derek Trent        | Stany Zjednoczone | 134,41      | 8  | 45,82 | 8  | 88,59  |
| 9    | Marina Aganina / Dmitri Zobnin    | Uzbekistan        | 93,77       | 9  | 36,82 | 9  | 56,95  |

### Pary taneczne

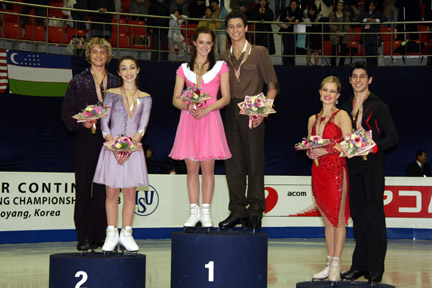
Medaliści w parach tanecznych, od lewej: Davis / White (USA), Virtue / Moir (CAN), Navarro / Bommentre (USA)

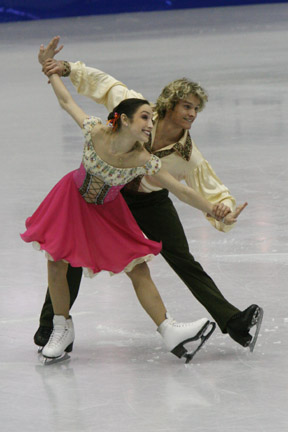
Wicemistrzowie czterech kontynentów Davis / White (USA)

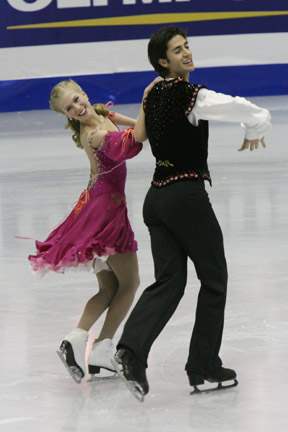
5. miejsce w parach tanecznych Weaver / Poje (CAN)

| Poz. | Zawodnicy                           | Reprezentacja     | Nota łączna | CD | CD    | OD | OD    | FD | FD     |
| ---- | ----------------------------------- | ----------------- | ----------- | -- | ----- | -- | ----- | -- | ------ |
| 1    | Tessa Virtue / Scott Moir           | Kanada            | 207,32      | 1  | 38,22 | 1  | 65,02 | 1  | 104,08 |
| 2    | Meryl Davis / Charlie White         | Stany Zjednoczone | 199,45      | 2  | 37,36 | 2  | 61,93 | 2  | 100,16 |
| 3    | Kimberly Navarro / Brent Bommentre  | Stany Zjednoczone | 180,65      | 3  | 34,36 | 3  | 56,67 | 3  | 89,62  |
| 4    | Jennifer Wester / Daniil Barantsev  | Stany Zjednoczone | 174,37      | 4  | 30,95 | 4  | 55,44 | 5  | 87,98  |
| 5    | Kaitlyn Weaver / Andrew Poje        | Kanada            | 174,36      | 5  | 30,94 | 5  | 54,95 | 4  | 88,47  |
| 6    | Allie Hann-McCurdy / Michael Coreno | Kanada            | 164,02      | 6  | 29,73 | 6  | 50,53 | 6  | 83,76  |
| 7    | Cathy Reed / Chris Reed             | Japonia           | 158,47      | 7  | 27,06 | 7  | 49,64 | 7  | 81,77  |
| 8    | Yu Xiaoyang / Wang Chen             | Chiny             | 148,19      | 8  | 25,61 | 8  | 45,60 | 8  | 76,98  |
| 9    | Huang Xintong / Zheng Xun           | Chiny             | 147,02      | 9  | 25,22 | 9  | 45,35 | 9  | 76,45  |
| 10   | Danielle O’Brien / Gregory Merriman | Australia         | 121,86      | 11 | 21,26 | 10 | 37,44 | 10 | 63,16  |
| 11   | Guo Jiameimei / Meng Fei            | Chiny             | 112,29      | 12 | 20,96 | 11 | 36,80 | 12 | 54,53  |
| 12   | Yu Sun-hye / Ramil Sarkulow         | Uzbekistan        | 109,56      | 10 | 22,46 | 13 | 33,78 | 13 | 53,32  |
| 13   | Maria Borounow / Evgeni Borounow    | Australia         | 107,52      | 13 | 17,78 | 12 | 34,93 | 11 | 54,81  |